# Roque Máspoli
Roque Gastón Máspoli Arbelvide (Montevideo, 1917. október 12. – Montevideo, 2004. február 22.) világbajnok uruguayi labdarúgó, kapus, edző.

## Pályafutása

### Klubcsapatban
1933 és 1939 között a Nacional, 1939–40-ban a montevideói Liverpool, 1940 és 1955 között a Peñarol kapusa volt. A Nacionallal három, a Peñarollal hat bajnoki címet szerzett.

### A válogatottban
1945 és 1955 között 38 alkalommal szerepelt az uruguayi válogatottban. Az 1950-es brazíliai világbajnokságon aranyérmes, 1954-es svájcin negyedik lett a válogatott csapattal.

### Edzőként
Először 1955-ben volt a Peñarol vezetőedzője volt, majd még további hat időszakban irányította a csapat szakmai munkáját. Legsikeresebb az 1963 és 1967 közötti időszak volt, mikor három bajnoki cím mellett 1966-ban a Copa Libertadorest is megnyerte. 1985–86-ban két újabb bajnoki címet nyert a klubbal.
1968 és 1970 között a spanyol Elche, 1972–73-ben a perui Defensor Lima, 1977–78-ban a Sporting Cristal, 1987-ben az ecuadori a Barcelona SC vezetőedzője volt.
1975–77-ben az ecuadori, 1979 és 1982 között illetve 1997–98-ban az uruguayi válogatott szövetségi kapitányaként tevékenykedett.

## Sikerei, díjai

### Játékosként
Uruguay
- Világbajnokság
  - aranyérmes: 1950, Brazília

 Nacional
- Uruguayi bajnokság
  - bajnok (3): 1933, 1934, 1939

 Peñarol
- Uruguayi bajnokság
  - bajnok (6): 1944, 1945, 1949, 1951, 1953, 1954

### Edzőként
Uruguay
- 1980-as Mundialito
  - aranyérmes: 1981, Uruguay

 Peñarol
- Uruguayi bajnokság
  - bajnok (5): 1964, 1965, 1967, 1985, 1986
- Copa Libertadores
  - győztes: 1966
- Interkontinentális kupa
  - győztes: 1966

 Defensor Lima
- Perui bajnokság
  - bajnok: 1973

 Barcelona SC
- Ecuadori bajnokság
  - bajnok: 1987